# Östrogenreceptorer
Östrogenreceptorer (ER) är en grupp steroidreceptorer som binder östrogen till målceller i olika kroppsdelar. Receptorerna består av proteiner i cytoplasman. Efter att östrogenet fastnat förändras receptorn och migrerar in i cellkärnan, där den samverkar med kromatin och reglerar DNA:ets transkriptionsfaktor.

## Verkningsområden
Östrogenet är framför allt känt för dess betydelse för kvinnans könskarakteristika, men i själva verkat påverkar hormonet flera centrala kroppsliga processer, som kardiovaskulära systemet, centrala nervsystemet, immunsystemet, huden, manlig fertilitet och skelettets bevarande. Östrogenreceptorer finns följaktligen i flera organ och vävnader, däribland kvinnobröst, livmoder, vagina, testiklar, prostata, sköldkörteln, skelettmuskler, hjärna, njurar, binjurar, hjärta och lungor.
Receptorerna kan binda endogena (kroppsegna) östrogener till sig, men också östrogener som intas via födan, fytoöstrogener och mykoöstrogener, vilka har en viss mitogen verkan. Östrogenreceptorerna kan dessutom agera oberoende av sina ligander (östrogenerna), dels genom att fosforyliseras av mitogenaktiverat proteinkinas (MAPK) och fosfatidylinositid 3-kinas, dels kan de fosforyliseras av EGF-receptorer (receptorerna för epidermal tillväxtfaktor) och IGF-receptorer (receptorer för somatomediner).
Receptorerna och östrogenet är involverade i en rad sjukdomar, däribland bröstcancer och andra sorteras cancer samt manlig infertilitet till följd av dålig spermiekvalitet.

## Varianter
Det finns tre former av östrogenreceptorer:
- Östrogenreceptor alfa - binder östradiol och motverkar östrogenreceptor beta.[3] Hos människan består alfa av 595 aminosyror. Hos människor finns den på kromosom 6 och hos möss på kromosom 10. Det finns flera mutationer av denna receptor.
- Östrogenreceptor beta. Receptorn består av mellan 527 och 530 aminosyror, och verkar kodas på flera sätt. Liksom alfa förekommer flera varianter av receptorn. Det tycks vara den normala receptorn i bröstkörtlar, av studier på kvinnor som genomgått bröstförminskning att döma.[4]
- Östradiolreceptorer - binder östradiol.[5]

Östrogenreceptorerna alfa och beta är kärnreceptorer, men regleras av olika gener på två olika kromosomer. De verkar därför ha olika evolutionära ursprung. De kan förekomma i samma celler, där alfa verkar ha en tendens till homodimerisering och beta till en heterodimerisering. Betareceptorn har en mycket lägre bindningskraft och verkan än alfa. Betaformen är framför allt aktiv i äggstockar och prostatan, medan alfaformen verkar i högre grad i de andra organen.
Både alfa- och betaformen är transkriptionsfaktorer som reglerar östrogenets signaler, samt är relevanta vid  östrogenberoende bröstcancer. Under cancerns framskridande tycks emellertid betaformen minska i antal i brösten, medan mer betareceptorer sammanfaller med bättre prognos. Alfaformen har en mitogen verkan om inte betaformen är närvarande.